# Agustine Albert-Himm
Agustine Albert-Himm (París, 1791 - [...?]) fou una cantant d'òpera francesa, que malgrat haver-se casat l'any 1811 amb el famós ballarí Albert, no en disposem de quasi cap dada.
Fou deixebla de Plantade i de Crescentini. Debutà el 15 de març de 1806 amb l'òpera Èdip a Colonos, obra en la que la seva veu, flexible i extensa, unida a la seva encantadora bellesa, li valgueren un gran triomf. Es retirà de l'escena el 1823.